# Puiselet-le-Marais
Puiselet-le-Marais é uma comuna francesa na região administrativa da Ilha de França, no departamento de Essonne. Estende-se por uma área de 11.27 km². Em 2010 a comuna tinha 262 habitantes (densidade: 23,2 hab./km²).